# Grażdanskij prospiekt
 Grażdanskij prospiekt (ros. Гражда́нский проспе́кт) – druga stacja linii Kirowsko-Wyborskiej, znajdującego się w Petersburgu systemu metra.

## Charakterystyka
Stacja Grażdanskij prospiekt została otwarta 29 grudnia 1978 roku, a jej nazwę nadaje jedna z najważniejszych arterii komunikacyjnych w tym rejonie Petersburga. Autorami projektu architektonicznego stacji są: G. N. Bułdakow (Г. Н. Булдаков), L. J. Kisielgof (Л. Е. Кисельгоф), A. S. Gieckin (А. С. Гецкин), J. I. Wal (Е. И. Валь), W. N. Wydrin (В. Н. Выдрин). Stację skonstruowano w typie głębokim kolumnowym, pomiędzy kolumnami zainstalowano po trzy lampy, sklepienie ma formę półkolistą o białej barwie. Sufit wykonano z żelbetu. Ściany wyłożone zostały beżowym marmurem. Na posadzkę składają się wielokolorowe płyty, ułożone z szarego, czerwonego i czarnego granitu. Stację ozdabia także kryształowy żyrandol. Prowadzą do niej cztery ruchome schody. Na jednej ze ścian widnieje wykonane z brązu godło Związku Socjalistycznych Republik Radzieckich, z dewizą „Proletariusze wszystkich krajów, łączcie się!” wypisaną we wszystkich urzędowych językach dawnego ZSRR. Wielkość godła wynosi około 3 metry. Umiejscowienie sowieckiego godła na terenie stacji, jako symbolu wszystkich obywateli Kraju Rad, miało być nawiązaniem do jej nazwy (Prospekt Obywatelski). 
Grażdanskij prospiekt położony jest na głębokości 64 metrów. Pociągi na stacji kursują od godziny 5:30 do godziny 0:44 i w tym czasie jest ona otwarta dla pasażerów.